# Ettenhausen an der Suhl
Ettenhausen an der Suhl település Németországban, azon belül Türingiában.  Ettenhausen an der Suhl Moorgrund, Tiefenort és Marksuhl községekkel határos.

## Népesség
A település népességének változása: